# Bill Hartley
Bill Hartley (eigentlich William John Hartley; * 27. Juni 1950) ist ein ehemaliger britischer Hürdenläufer und Sprinter.
1974 wurde er bei den British Commonwealth Games in Christchurch Sechster über 400 Meter Hürden und gewann mit der englischen Mannschaft Silber in der 4-mal-400-Meter-Staffel. Bei den Europameisterschaften in Rom siegte er mit der britischen 4-mal-400-Meter-Stafette und erreichte über 400 Meter Hürden das Halbfinale.
1978 schied er über 400 Meter Hürden bei den Commonwealth Games in Edmonton im Halbfinale und bei den Europameisterschaften in Prag im Vorlauf aus.
Über 400 Meter Hürden wurde er 1975 Englischer Meister und 1978 sowie 1981 Britischer Meister.
Seine Ehe mit der Sprinterin Donna Hartley wurde geschieden.

## Persönliche Bestzeiten
- 400 m: 47,07 s, 14. September	1973, London
- 400 m Hürden: 49,65 s, 2. August 1975, London